# Eierhauckberg
Der Eierhauckberg (auch nur Eierhauck genannt) ist ein 909,9 m ü. NHN hoher Berg in der Rhön. Er befindet sich nahe Rommers im osthessischen Landkreis Fulda, Südausläufer gehören zum Landkreis Bad Kissingen im bayerischen Unterfranken. Sein Gipfel befindet sich in Hessen, rund 200 m nordwestlich der Grenze zu Bayern.

## Geographie

### Lage
Der Eierhauckberg erhebt sich als Teil der Hohen Rhön innerhalb des Truppenübungsplatzes Wildflecken, der von den Naturparks Hessische Rhön und Bayerische Rhön umgeben ist sowie im Biosphärenreservat Rhön liegt. Sein Gipfel befindet sich im Landkreis Fulda, die südlichen Ausläufer gehören zum Landkreis Bad Kissingen. Der Kernort der Stadt Gersfeld (Hessen) liegt rund 5,3 km nördlich des Bergs, jener des Markts Wildflecken (Bayern) etwa 3,2 km südlich.

### Naturräumliche Zuordnung
Der Eierhauckberg gehört in der naturräumlichen Haupteinheitengruppe Osthessisches Bergland (Nr. 35), in der Haupteinheit Hohe Rhön (354) und in der Untereinheit Südliche Hochrhön (354.0) zum Naturraum Dammersfeldrücken (354.00). Nach Südosten fällt die Landschaft in den Naturraum Kreuzberg-Gruppe (354.02) ab und nach Norden in den zur Untereinheit Kuppenrhön zählenden Naturraum Milseburger Kuppenrhön (353.21).

### Ausläufer und Nachbarberge
Ausläufer oder Nachbarberge des Eierhauckbergs sind (im Uhrzeigersinn betrachtet): Rommerser Berg (850,2 m) im Nordnordosten, Mittelberg (ca. 880 m) im Nordosten, Zornberg (838 m) im Osten, Lösershag (ca. 765 m) im Süden, Großer Auersberg (808,6 m) im Südsüdwesten, Beilstein (864,6 m) im Westsüdwesten und Ottersteine (821,3 m) mit Bremerkopf (797 m) im Nordwesten [Höhe jeweils in Meter (m) über Normalhöhennull (NHN)].

### Rhein-Weser-Wasserscheide
Über den Eierhauckberg verläuft die Rhein-Weser-Wasserscheide. Das Wasser der Fließgewässer, die vom Berg in südliche Richtungen verlaufen, fließt durch die Sinn, die Fränkische Saale und den Main in den Rhein, und das jener Bäche, die in nördliche Richtungen entwässern, läuft durch die Schmalnau (im Ober- und Mittellauf Rommerser Wasser genannt) und die Fulda in die Weser.

## Natur

### Schutzgebiete
Auf dem Eierhauckberg liegen Teile des Vogelschutzgebiets (VSG) Hessische Rhön (VSG-Nr. 5525-351; 360,8013 km²) und auf seinem Südhang solche des VSG Bayerische Hohe Rhön (VSG-Nr. 5526-471; 190,2908 km²). Auf dem Berg befinden sich auch Teile des Fauna-Flora-Habitat-Gebiets (FFH-Gebiet) Haderwald (FFH-Nr. 5525-352; 17,9486 km²) und auf seinem Südhang solche des FFH-Gebiets Bayerische Hohe Rhön (FFH-Nr. 5526-371; 192,6059 km²).

### Flora
Während die Hänge des Eierhauckbergs überwiegend stark bewaldet sind, ist seine Bergkuppe, deren höchster Bereich kahl ist, abgesehen von einem schmalen Waldstreifen größtenteils unbewaldet. 

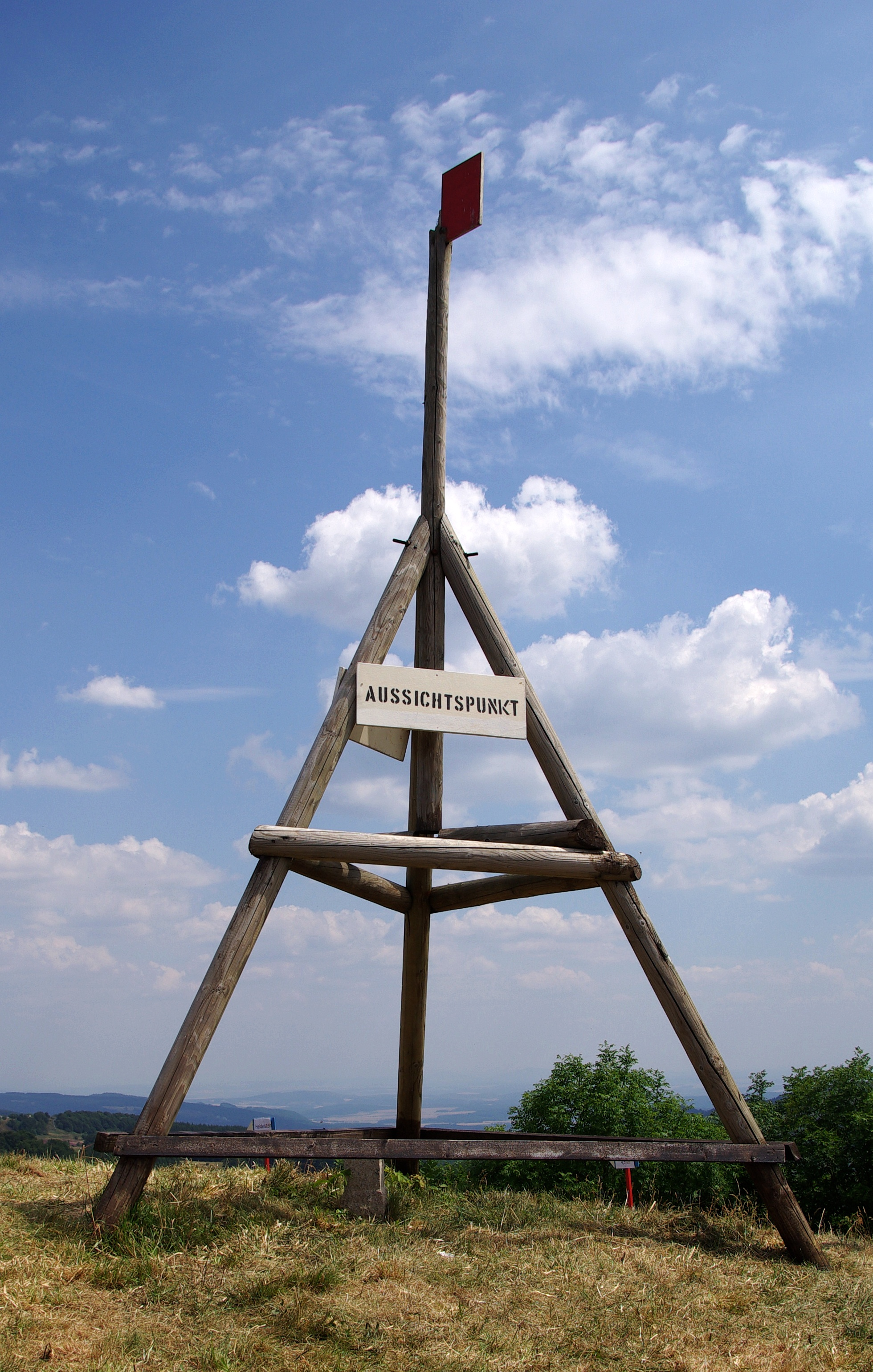
Trigonometrischer Punkt auf dem Gipfel des Eierhauckbergs

## Truppenübungsplatz-Volksmarsch
Weil sich der Eierhauckberg im Truppenübungsplatz Wildflecken befindet, ist er normalerweise für die Öffentlichkeit nicht zugänglich. Eine Tradition jedoch, welche die Bundeswehr nach dem Abzug der amerikanischen Streitkräfte aus Wildflecken (1994) fortsetzt, ist der alljährlich an einem Wochenende im Sommer stattfindende „Volksmarsch“ durch das militärische Sperrgebiet. Dabei besteht die Möglichkeit, das sonst unzugängliche Gelände auf vorgeschriebenen Wegen zu erwandern. Bei jährlich wechselnden Routen kann dabei gelegentlich auch der Eierhauckberg bestiegen werden.

## Aussichtspunkt
Die Gipfel des Eierhauckbergs ist ein guter Aussichtspunkt. Von dort blickt man in Richtung Norden zur Wasserkuppe, nach Osten zu den Gleichbergen, nach Süden schaut man über das Sinntal zum Rhönteil Schwarze Berge, nach Südsüdwesten bis Südwesten zum Spessart, nach Westsüdwesten zum Rhönberg Dammersfeldkuppe, nach Westen zum Vogelsberg und nach Nordwesten zur im Fuldatal liegenden Stadt Fulda.